# Orthosia tarmensis
Orthosia tarmensis är en oleanderväxtart som beskrevs av Rudolf Schlechter. Orthosia tarmensis ingår i släktet Orthosia och familjen oleanderväxter. Inga underarter finns listade i Catalogue of Life.